# Почётный гражданин Харькова
Почётный гражданин города Харькова — звание, форма поощрения за особые заслуги перед городом Харьковом в области развития производства, городского хозяйства, народного образования, здравоохранения, культуры, спорта.

## 2021 год
- Кернес, Геннадий Адольфович — городской голова Харькова (2010—2020)[1].
- Комаровский, Евгений Олегович — детский врач и общественный деятель.

## 2015 год
- Водовозов Наум Петрович — генеральный директор ОАО «Южспецстрой», председатель наблюдательного совета ЗАО «Южспецстрой инженеринг»[2];
- Волошин Пётр Власович — директор Института неврологии, психиатрии и наркологии Национальной академии медицинских наук Украины, доктор медицинских наук, профессор, основатель научной школы психоневрологии[3];
- Дуденко Светлана Ивановна — член Союза дизайнеров Украины и Союза художников Украины, Заслуженный деятель искусств Украины[4];
- Колесникова Зоя Харитоновна — директор Харьковской детской музыкальной школы № 13 им. Н. Т. Коляды, Отличник образования Украины[5];
- Ложкин Борис Евгеньевич — Глава Администрации Президента Украины с 10 июня 2014 года по 29 августа 2016 года, основатель UMH group, медиаменеджер [6];
- Мацевитый Юрий Михайлович — академик Национальной академии наук Украины, доктор технических наук, профессор, лауреат Государственных премий СССР и Украины в области науки и техники, заслуженный деятель науки и техники Украины, директор Института проблем машиностроения им. А. Н. Подгорного НАН Украины[7];
- Радченко Владимир Александрович — руководитель отдела инструментальной и малоинвазивной хирургии позвоночника Института патологии позвоночника и суставов имени профессора М. И. Ситенко, доктор мед. наук, профессор[8];
- Соловьёв Николай Николаевич — журналист, редактор газеты «Вечерний Харьков» и журнала Харьковского областного отделения Торгово-промышленной палаты Украины[9];

## 2014 год
- Бойко Валерий Владимирович – директор Государственного учреждения «Институт общей и неотложной хирургии Академии медицинских наук Украины», заведующий кафедрой госпитальной хирургии Харьковского национального медицинского университета, доктор медицинских наук, профессор, заслуженный деятель науки и техники Украины, лауреат Государственной премии Украины в области науки и техники ;
- Духовский Александр Эрикович – заведующий отделением, врач-нейрохирург детского детского нейрохирургического отделения Коммунального учреждения здравоохранения «Харьковская городская клиническая больница скорой и неотложной медицинской помощи им. проф. О.И. Мещанинова»; Золотарев Владимир Михайлович – генеральный директор Публичного акционерного общества «Завод «ЮЖЕНКАБЕЛЬ», академик Инженерной академии Украины, заслуженный машиностроитель Украины, доктор технических наук, лауреат Государственной премии Украины в области науки и техники, полный кавалер ордена «За заслуги»;
- Родной Александр Николаевич – скульптор, доцент кафедры скульптуры Харьковской государственной академии дизайна и искусств, заслуженный деятель искусств Украины, награжденный орденом «За заслуги» III степени;
- Фукс Павел Яковлевич – меценат, инициатор строительства в г. Харькове храма Святой Благоверной царицы Тамары Харьковской епархии Украинской Православной Церкви;
- Чемеровский Ефим Аронович – доцент кафедры режиссуры Харьковской государственной академии культуры, народный артист Украины; Чернов Сергей Иванович – председатель Харьковского областного совета, доктор наук по государственному управлению, заслуженный работник сельского хозяйства Украины, награжденный орденом «За заслуги» III степени;
- Шишкин Александр Геннадиевич – меценат, инициатор строительства в г. Харькове храма Святых Жон-Мироносиц Харьковской епархии Украинской Православной Церкви.

## 2013 год
- Братчун Григорий Александрович[10];
- Вахно Николай Иванович[11];
- Добкин Михаил Маркович[12];
- Карпеев Михаил Поликарпович[13];
- Кирик Сергей Васильевич[14];
- Полторак Степан Тимофеевич[15];
- Пуртов Фёдор Петрович[16];
- Субботин Виктор Георгиевич[17];
- Фельдман Александр Борисович[18];

## 2012 год
- Бондаренко Михаил Фёдорович[19];
- Веркина Татьяна Борисовна[20];
- Каркач Павел Михайлович[21];
- Коваленко Алла Арестовна[22];
- Лесовой Владимир Николаевич[23];
- Маркевич Мирон Богданович[24];
- Массленников Павел Андреевич[25];
- Неклюдов Иван Матвеевич[26];
- Пономаренко Владимир Степанович[27];
- Туренко Анатолий Николаевич[28];

## 2011 год
- Астахова Валентина Илларионовна — ректор Харьковского гуманитарного университета «Народная украинская академия»;
- Златкин Юрий Михайлович — генеральный директор НВП «Хартрон-Аркос Лтд» ОАО «Хартрон»;
- Кривцов Владимир Станиславович — ректор Национального аэрокосмического университета им. Жуковского;
- Крячко Дмитрий Афанасьевич — ветеран Великой Отечественной войны, почётный ветеран НПП «Объединение Коммунар»;
- Пивоваров Вячеслав Вячеславович — бывший генеральный директор ГП «Завод им. Малышева»;
- Розенфельд Леонид Георгиевич — вице-президент Национальной академии медицинских наук Украины;
- Товажнянский Леонид Леонидович — ректор Национального технического университета «Харьковский политехнический институт»;
- Фатеева Наталья Николаевна — народная артистка России;
- Фокин Владимир Петрович — народный артист России;
- Черных Валентин Петрович — ректор Национального фармацевтического университета;
- Шумилкин Владимир Андреевич — почётный президент Харьковского общественного фонда «Харьков-XXI»;

## 2010 год
- Бабаев Владимир Николаевич — первый заместитель председателя Харьковской облгосадминистрации;
- Бугаец Анатолий Александрович — почётный генеральный директор ОАО «Турбоатом»;
- Гусаров Сергей Николаевич — народный депутат Украины, заместитель председателя Комитета правовой политики Верховной Рады Украины;
- Калабухин Анатолий Васильевич — народный артист Украины, дирижёр;
- Остапчук Виктор Николаевич — начальник Уставного территориально-отраслевого объединения «Южная железная дорога», Герой Украины;
- Подшивалов Владимир Иванович — бывший первый секретарь Харьковского городского комитета КПУ;
- Семиноженко Владимир Петрович — председатель Государственного комитета Украины по вопросам науки, инноваций и информатизации, академик Национальной академии наук Украины;
- Таукешева Татьяна Дмитриевна — исполняющая обязанности заместителя городского головы — директора Департамента бюджета и финансов Харьковского городского совета, президент Ассоциации финансистов Украины, заслуженный экономист Украины;
- Шрамко Юрий Меркурьевич — председатель правления Публичного акционерного общества «РЕАЛ БАНК», бывший начальник Управления КГБ УССР по Харьковской области;
- Юдин Александр Иванович — профессор кафедры управления проектами в городском хозяйстве и строительстве Харьковской национальной академии городского хозяйства, кандидат технических наук;

## 2009 год
- Бакиров Виль Савбанович — доктор социологических наук, ректор Харьковского национального университета. В 1990 году им был создан первый на Украине социологический факультет;
- Гельфгат Илья Маркович — учитель, физик. Кавалер ордена «За заслуги» трёх степеней, имеет звание «Отличник народного образования». Является соавтором многих задачников и учебников.;
- Кривцов Александр Станиславович;
- Овечкин Анатолий Петрович;
- Прокопенко Иван Фёдорович;
- Соколовский Степан Николаевич;

## 2008 год
- Александровская Алла Александровна
- Онуфрий (Лёгкий) — архиепископ Изюмский, викарий Харьковской епархии Украинской Православной Церкви
- Жданов Александр Андреевич
- Кроленко Юрий Яковлевич
- Палкин Вячеслав Сергеевич

## 2007 год
- Борисюк Михаил Демьянович
- Гречанина Елена Яковлевна
- Пилипчук Михаил Дмитриевич
- Харченко Александр Михайлович
- Шутенко Леонид Николаевич

## 2006 год
- Барсегян Александр Сергеевич
- Дёмин Олег Алексеевич
- Залюбовский Илья Иванович
- Кушнарёв Евгений Петрович

## 2005 год
- Клочкова Яна Александровна
- Пытиков Иван Никифорович
- Шрамко Борис Андреевич

## 2004 год
- Бершов Сергей Игоревич
- Кирпа, Георгий Николаевич
- Крайнев Владимир Всеволодович
- Таций Василий Яковлевич
- Шпейер Александр Пантелеевич

## 2003 год
- Бандурка Александр Маркович
- Остащенко Сергей Михайлович
- Тарабаринов Леонид Семёнович

## 2002 год
- Колыванова Светлана Ивановна
- Слоним Пётр Львович
- Тронько Пётр Тимофеевич
- Пайол Єва Дмитрівна

## 2001 год
- Мирошниченко Евгения Семёновна
- Погорелов Алексей Васильевич
- Шалимов Александр Алексеевич

## 2000 год
- Гуровой Юрий Андреевич
- Исаев Леонид Алексеевич
- Реусов Владимир Алексеевич
- Сташис Владимир Владимирович

## 1999 год
- Андрейко Николай Матвеевич
- Бездетко Андрей Павлович
- Библик Валентин Васильевич
- Гурченко Людмила Марковна
- Конарев Николай Семёнович
- Малая Любовь Трофимовна
- Никодим (Руснак) — митрополит Харьковский и Богодуховский УПЦ (МП)
- Поярков Юрий Михайлович
- Сергеев Владимир Григорьевич
- Трусов Константин Ананьевич

## 1914 год
- Гиршман, Леонард Леопольдович — за исключительные заслуги в области офтальмологии.

## 1906 год
- Шульженко, Клавдия Ивановна — советская эстрадная певица, актриса. Народная артистка СССР (1971).

## XIX век
- Франковский, Владислав Андреевич (1819—1895) — русский врач и общественный деятель, благотворитель.